# Залізна міська рада
Залізна міська рада — орган місцевого самоврядування у складі Торецької міської ради Донецької області. Адміністративний центр — місто Залізне.

## Загальні відомості
- Населення ради: 8494 особи (станом на 2001 рік)

## Населені пункти
Міській раді підпорядковані населені пункти:
- м. Залізне
- смт Південне

## Склад ради
Рада складається з 30 депутатів та голови.
- Голова ради: Наумов Володимир Олександрович
- Секретар ради: Зубова Ірина Миколаївна

### Керівний склад попередніх скликань
| ПІБ                            | Основні відомості                                                       | Дата обрання | Дата звільнення |
| ------------------------------ | ----------------------------------------------------------------------- | ------------ | --------------- |
| Наумов Володимир Олександрович | Міський голова, 1953 року народження, освіта вища, член Партії регіонів | 26.03.2006   | 31.10.2010      |
| Наумов Володимир Олександрович | Міський голова, 1953 року народження, освіта вища, член Партії регіонів | 31.10.2010   |                 |

Примітка: таблиця складена за даними джерела

### Депутати
За результатами місцевих виборів 2010 року депутатами ради стали:

#### За суб'єктами висування
| Суб'єкт висування           | Кількість обраних депутатів | %  |
| --------------------------- | --------------------------- | -- |
| Партія регіонів             | 27                          | 90 |
| Комуністична партія України | 3                           | 10 |

#### За округами
| № округу                    | Прізвище, ім'я, по батькові    | Дата визнання обраним | Освіта         | Партійна приналежність            | Відомості про обраного депутата                                                  |
| --------------------------- | ------------------------------ | --------------------- | -------------- | --------------------------------- | -------------------------------------------------------------------------------- |
| Комуністична партія України |                                |                       |                |                                   |                                                                                  |
| б/м                         | Фурда Петро Іванович           | 02.11.2010            | Освіта вища    | член Комуністичної партії України | Шахта «Південна», начальник зміни                                                |
| б/м                         | Гришин Олександр Федорович     | 02.11.2010            | Освіта вища    | позапартійний                     | тимчасово не працює                                                              |
| б/м                         | Дидоренко Володимир Іванович   | 02.11.2010            | Освіта вища    | позапартійний                     | пенсіонер                                                                        |
| Партія регіонів             |                                |                       |                |                                   |                                                                                  |
| б/м                         | Манзюк Віктор Григорович       | 02.11.2010            | Освіта вища    | член Партії регіонів              | Шахта «Південна», керівник зміни                                                 |
| б/м                         | Зубова Ірина Миколаївна        | 02.11.2010            | Освіта вища    | член Партії регіонів              | Артемівська міська рада, секретар міської ради                                   |
| б/м                         | Ворона Тетяна Георгіївна       | 02.11.2010            | Освіта вища    | член Партії регіонів              | Центр дитячої та юнацької творчості, культорганізатор                            |
| б/м                         | Шевченко Ігор Анатолійович     | 02.11.2010            | Освіта вища    | член Партії регіонів              | Шахта «Південна», голова профспілкового комітету                                 |
| б/м                         | Назаров Анатолій Володимирович | 02.11.2010            | Освіта вища    | член Партії регіонів              | Дзержинський професійний гірничий ліцей, директор                                |
| б/м                         | Соломатін Сергій Георгійович   | 02.11.2010            | Освіта вища    | член Партії регіонів              | Станція швидкої медичної допомоги, головний лікар                                |
| б/м                         | Осипов Сергій Миколайович      | 02.11.2010            | Освіта вища    | член Партії регіонів              | Шахта «Південна», керівник дільниці                                              |
| б/м                         | Каледіна Людмила Анатоліївна   | 02.11.2010            | Освіта вища    | член Партії регіонів              | Дзержинський професійний гірничий ліцей, майстер виробничого навчання            |
| б/м                         | Шенець Олексій Володимирович   | 02.11.2010            | Освіта вища    | член Партії регіонів              | пенсіонер                                                                        |
| б/м                         | Мельнікова Алла Миколаївна     | 02.11.2010            | Освіта вища    | член Партії регіонів              | Міська лікарня № 1, медична сестра                                               |
| б/м                         | Люлькович Валентина Миколаївна | 02.11.2010            | Освіта вища    | член Партії регіонів              | загальноосвітня школа № 14, директор                                             |
| б/м                         | Ніколаєва Людмила Вікторівна   | 02.11.2010            | Освіта вища    | член Партії регіонів              | приватний підприємець                                                            |
| 1                           | Дроздова Лілія Вікторівна      | 02.11.2010            | Освіта вища    | член Партії регіонів              | загальноосвітня школа № 10, вчитель початкових класів                            |
| 2                           | Пригунова Людмила Василівна    | 02.11.2010            | Освіта середня | член Партії регіонів              | Шахта ім. Артема, машиніст підйому                                               |
| 3                           | Шинкарьова Наталія Іванівна    | 02.11.2010            | Освіта вища    | член Партії регіонів              | Шахта ім. Артема, лампівниця                                                     |
| 4                           | Полікарін Сергій Євгенійович   | 02.11.2010            | Освіта вища    | член Партії регіонів              | ВП «шахта Південна» ДП «Дзержинськвугілля», гірничий майстер дільниці            |
| 5                           | Колодніцька Наталія Михайлівна | 02.11.2010            | Освіта вища    | член Партії регіонів              | Дитячий навчальний заклад № 13, завідувачка                                      |
| 6                           | Овчаренко Олександр Іванович   | 02.11.2010            | Освіта вища    | член Партії регіонів              | загальноосвітня школа № 13, директор                                             |
| 7                           | Кожухов Олександр Павлович     | 02.11.2010            | Освіта середня | член Партії регіонів              | приватний підприємець                                                            |
| 8                           | Дроздов Дмитро Сергійович      | 02.11.2010            | Освіта вища    | член Партії регіонів              | ВП «шахта Північна» ДП «Дзержинськвугілля», гірничий майстер                     |
| 9                           | Чурсін Геннадій Вікторович     | 02.11.2010            | Освіта вища    | член Партії регіонів              | Шахта ім. Артема, гірничий диспетчер                                             |
| 10                          | Міронов Віктор Миколайович     | 02.11.2010            | Освіта вища    | член Партії регіонів              | Шахта ім. Артема, керівник дільниці ВТБ                                          |
| 11                          | Сюлева Ірина Миколаївна        | 02.11.2010            | Освіта вища    | член Партії регіонів              | Дзержинський гірничий ліцей, заступник директора                                 |
| 12                          | Мицай Тамара Василівна         | 02.11.2010            | Освіта вища    | член Партії регіонів              | Міська лікарня № 1 м. Дзержинськ, головна медична сестра                         |
| 13                          | Греждієр Михайло Гаврилович    | 02.11.2010            | Освіта вища    | член Партії регіонів              | ВП «Шахта Південна» ДП «Дзержинськвугілля», помічник керівника дільниці ВТБ      |
| 14                          | Абрамян Олександр Артюшевич    | 02.11.2010            | Освіта вища    | член Партії регіонів              | ВП «Шахта Південна» ДП «Дзержинськвугілля», механік дільниці                     |
| 15                          | Фесенко Наталія Миколаївна     | 02.11.2010            | Освіта вища    | член Партії регіонів              | ВП «Шахта Південна» ДП «Дзержинськвугілля», керівник відділу технічного контролю |